# カール・タンバーグ
カール・タンバーグ（Karl Tunberg 1907年3月11日 - 1992年4月3日）は、アメリカ合衆国の脚本家。
ワシントン州スポケーン出身。1937年、20世紀フォックスに入社、1940年にパラマウント映画に移る。
彼の名を一躍有名にしたのは、1959年の映画『ベン・ハー』の脚本を担当した事による。
実はこの脚本は彼とクリストファー・フライ、ゴア・ヴィダル、マクスウェル・アンダーソン、S・N・バーマンの5人で執筆したものだった。ヴィダルはMGMが契約を2年残して彼を自由にするという条件で、フライと共に脚本を再執筆することに合意したのだが、プロデューサーのサム・ジンバリストが死去したことで、クレジットの問題が複雑化してしまう。そこで全米脚本家組合は『ベン・ハー』の脚本のクレジットをタンバーグのみとし、ヴィダルとフライの両名をクレジットしないことで問題を解決した。
これについて、『ベン・ハー』の主演俳優チャールトン・ヘストンは、ヴィダルが執筆したと主張する（注意深く慎重に隠された）同性愛の場面に満足せず、ヴィダルが脚本に大きく関与したことを否定した。しかし、『映画秘宝』が2011年にヴィダルに行ったインタビューによれば、ヴィダルは脚本を盗まれてコピーされ、ノンクレジットにされたため、裁判沙汰に持ち込んだと主張している。
1950年から1951年まで全米脚本家組合の会長を務めた。
1992年4月3日、ロンドンで死去。85歳。

## 主な作品
- 農園の寵児 Rebecca of Sunnybook Farm (1938)
- サブマリン爆撃隊 Submarine Patrol (1938) クレジットなし
- 煌めく銀星 My Lucky Star (1938)
- 遥かなるアルゼンチン Down Argentine Way (1940)
- 英空軍のアメリカ人 A Yank in The R.A.F. (1941) 劇場未公開
- オーケストラの妻たち Orchestra Wives (1942) 劇場未公開
- 暗黒街の顔役 Lucky Jordan (1942) 劇場未公開
- 不時着結婚 You Gotta Stay Happy (1948) 兼製作
- 王家の谷 Valley of the Kings (1954)
- 騎士ブランメル Beau Brummel (1954) 劇場未公開
- 愛ふたたび Count Your Blessing (1959) 劇場未公開
- ベン・ハー Ben-Hur (1959)
- 隊長ブーリバ Taras Bulba (1962)
- 第七の暁The 7th Dawn (1964)
- ハーロー Harlow (1965)
- ニューヨークの大停電 Where Were You When the Lights Went Out? (1968)
- おかしなおかしなおかしな親父 How Do I Love Thee? (1970) 劇場未公開